# Once Upon a Time in Brooklyn
Once upon a time in Brooklyn – jeden z pierwszych mixtape'ów wydanych przez Uncle Murda wraz z DJ-em Cutmaster C.
Mixtape ten został wydany w roku 2002, tytuł w wolnym tłumaczeniu brzmi Pewnego razu na Brooklynie, zapewne nawiązuje do filmu Once Upon A Time in America.

## Lista utworów
1. "Billion dollar" (Intro) – 2:03
2. "I'm a gettin' money gangsta"  – 4:26
3. "Murdera" – 4:46
4. "Green Lantern Freestyle" – 2:06
5. "Don't trust nobody"– 2:11
6. "Gangsta party" – 4:05
7. "Hell is waitin'" – 2:14
8. "We a problem" feat. Vein – 2:46
9. "I really mean it" feat. Haze – 3:01
10. "Stop snitchin'"  – 3:55
11. "Shootouts" – 2:42
12. "The Set Up freestyle" – 3:07
13. "Gangsta song" – 3:55
14. "IC freestyle" – 2:30
15. "Gangsta" – 4:10
16. "Brooklyn block"  – 3:19
17. "Heaven or hell" – 3:18
18. "I'm a problem" – 2:21
19. "Broke the rules" – 4:32
20. "Die tonight" – 2:46
21. "Money murder"  – 2:04
22. "Got yaself a gun" – 3:51
23. "Studio" (Skit) – 0:41
24. "I'm a real gangsta nigga" – 2:31